# Snađi se druže (1981.)
Snađi se druže, hrvatski dugometražni film iz 1981. godine.